# Turguénevskaya
Turguénevskaya (en ruso: Турге́невская) es una estación del Metro de Moscú. La estación se encuentra en la línea Kaluzhsko-Rízhskaya, entre las estaciones de Sújarevskaya y Kitay-Górod.

## Nombre
La estación recibe su nombre de la plaza Turguénevskaya que es al lugar al que llevan sus accesos. La plaza, a su vez, recibe su nombre del novelista y escritor de teatro ruso Iván Turguénev.

## Historia
La estación fue inaugurada el 5 de enero de 1972.

## Diseño

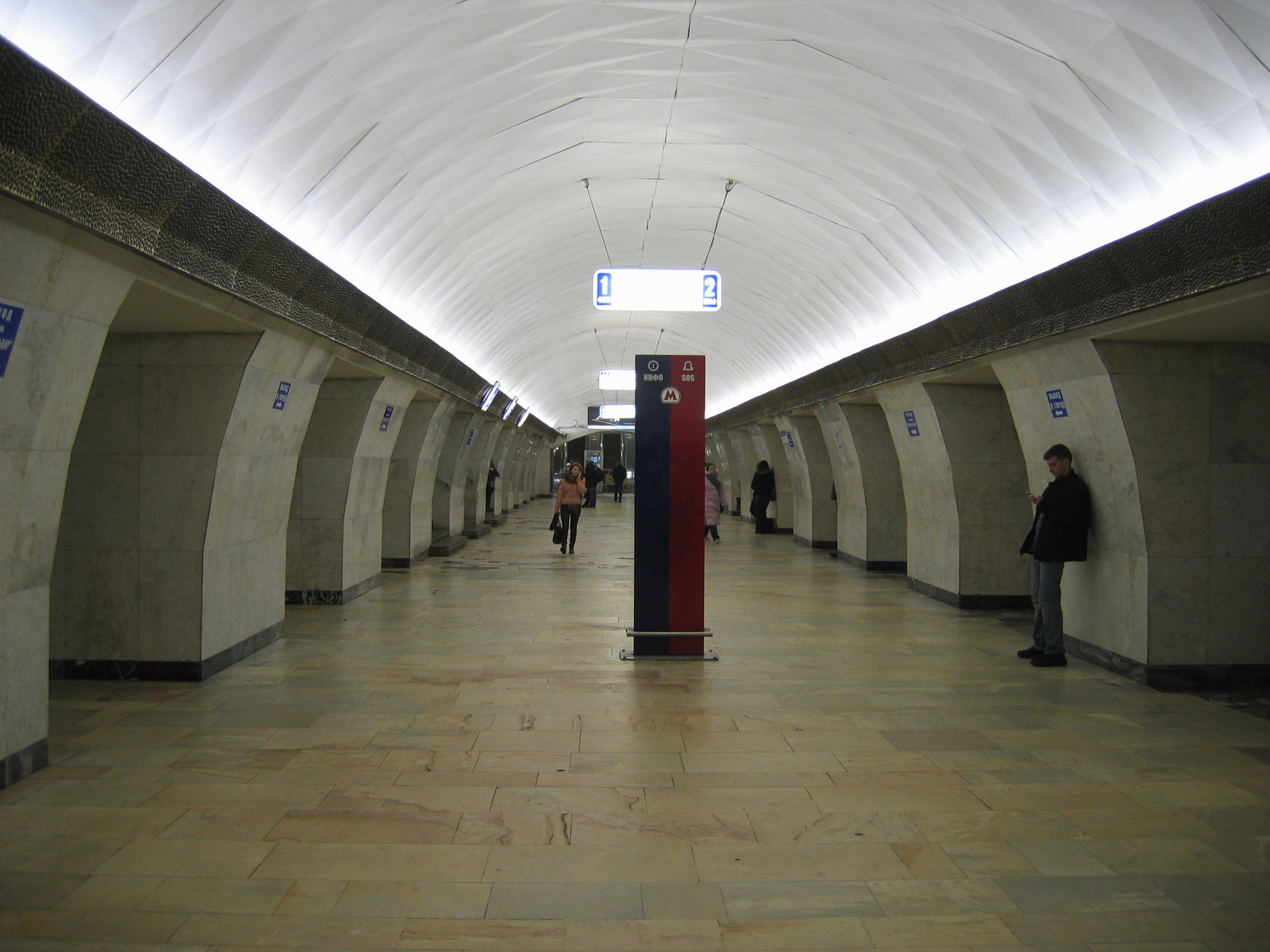
Pasillo central de la estación

Ideada por Ivan Taranov, Y. Vdovin e I. Petukhova, el diseño de la estación es sencillo: pilares de mármol blanco que siguen la forma curva de la estación con un techo formado por paneles de plástico reforzado. Una cornisa de metal recorre toda la estación por la base del techo y las paredes, que están recubiertas de mármol blanco y negro, están decoradas con paneles de latón forjado de Kh. Rysin y D. Bodniek.

## Accesos
El acceso a la estación se encuentra en la plaza del mismo nombre, la plaza Turguénevskaya.

## Conexiones
Desde esta estación, los pasajeros pueden hacer transbordo a la línea Sokólnicheskaya con la estación de Chístiye Prudý y a la línea Liúblinskaya con la estación de Sretensky Bulvar.